# Wilfrid Scawen Blunt
Wilfrid Scawen Blunt (né le 17 août 1840 à Petworth – mort le 10 septembre 1922) est un poète et aventurier anglais. En 1869, il épouse Anne Blunt, petite-fille de Lord Byron.
Il est également diplomate de 1858 à 1869.